# Mads Pedersen (Radsportler)
Mads Pedersen (* 18. Dezember 1995 in Tølløse Sogn) ist ein dänischer Radrennfahrer. 2019 wurde er Weltmeister im Straßenrennen.

## Sportlicher Werdegang
Als Juniorenfahrer gelangen Mads Pedersen 2012 Siege bei drei renommierten Rennen, der Tour of Istria, der Trofeo Karlsberg und dem Sint-Martinusprijs Kontich. Im Jahr darauf entschied er Paris–Roubaix Juniors, die Juniorenausgabe von Paris–Roubaix, für sich, ebenso die Course de la Paix für Junioren sowie ein zweites Mal den Trofeo Karlsberg. Bei den Straßenradsport-Weltmeisterschaften 2013 gewann er hinter Mathieu van der Poel die Silbermedaille.
In seinem ersten Jahr im Erwachsenenbereich gewann Pedersen die U23-Ausgabe von Rund um den Finanzplatz Eschborn-Frankfurt. 2016 gewann er den Kattekoers, das U23-Rennen von Gent–Wevelgem. Der Sportliche Leiter seines Teams Stölting, André Steensen, prophezeite seinem Schützling nach diesem Erfolg eine vielversprechende Karriere: „Ich bin sicher, dass er in Zukunft ein großer Klassikerfahrer werden kann.“ Beim wenige Tage später stattfindenden Rennen Drei Tage von De Panne belegte Pedersen Rang acht in der Gesamtwertung und wurde damit bester Nachwuchsfahrer. Im Juni wurde Mads Pedersen dänischer Meister im Straßenrennen der U23.
Im Jahr 2017 wechselte Pedersen zum UCI WorldTeam Trek-Segafredo und wurde dänischer Straßenmeister der Elite. Zudem entschied er die Gesamtwertungen der Tour du Poitou-Charentes und der Dänemark-Rundfahrt für sich.
2018 feierte Pedersen im Sprint seinen ersten Saisonsieg bei der Herald Sun Tour und machte in den Frühjahrsklassikern von sich reden. Nach Rang fünf bei Dwars door Vlaanderen setzte er sich bei der Flandern-Rundfahrt 50 Kilometer vor dem Ziel mit einer Dreiergruppe vom Hauptfeld ab, die vom späteren Sieger Niki Terpstra überholt wurde. Auf sich allein gestellt, hielt er auf den letzten 10 Kilometern verbissen einen knappen Vorsprung vor einer Verfolgergruppe mit den meisten Favoriten bis ins Ziel und konnte so als Zweiter seine erste Podiumsplatzierung bei einem Monument des Radsports erringen. Mit der Fyen Rundt und der Tour de l’Eurométropole konnte er zwei Rennen gewinnen und war darüber hinaus erneut auf einer Etappe der Dänemark-Rundfahrt erfolgreich.
Nachdem Pedersen 2019 zunächst nicht an seine Vorjahreserfolge anknüpfen konnte, erzielte Pedersen beim Grand Prix d’Isbergues seinen ersten Saisonsieg als Solist vor seinem Teamkollegen John Degenkolb. Bei den Weltmeisterschaften 2019 in Yorkshire eine Woche später gewann er überraschend das Straßenrennen im Sprint einer dreiköpfigen Spitzengruppe gegen Matteo Trentin und Stefan Küng. Nach mehrstündigen Dauerregen hatte sich diese Gruppe ca. 30 Kilometer vor dem Ziel zusammen mit Gianni Moscon und dem favorisierten Mathieu van der Poel aus dem Feld gelöst.

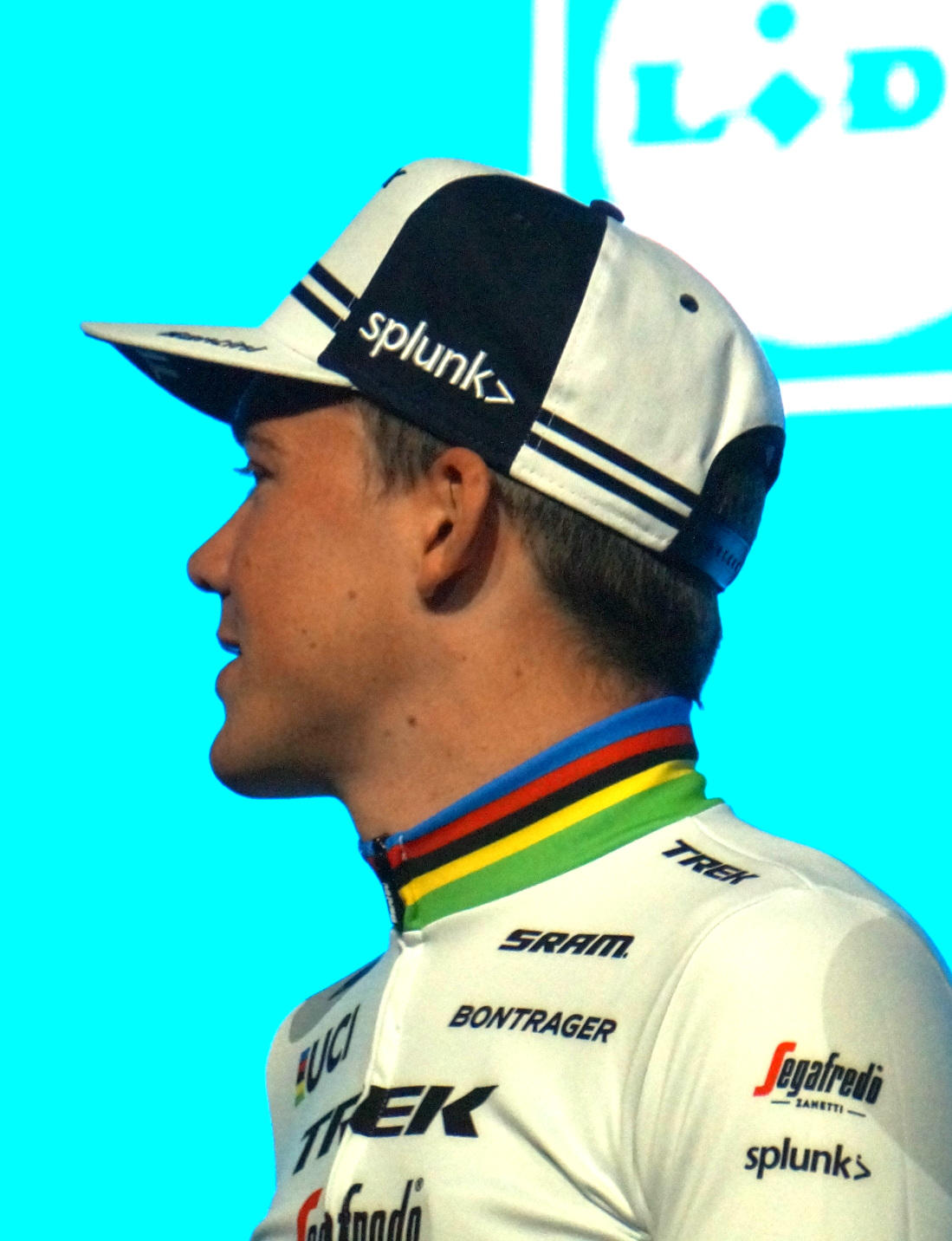
Mads Pedersen im Trikot des Weltmeisters

Seinen ersten Sieg als Weltmeister feierte Pedersen erst nach der mehrmonatigen Pause, die die Corona-Pandemie dem Radsport auferlegte; im August 2020 entschied er die zweite Etappe der Polen-Rundfahrt im Massensprint für sich. Bei der Tour de France 2020 wurde er Dritter in den Massensprints der 1. und Zweiter der Abschlussetappe. Bei der BinckBank Tour übernahm er mit einem Etappensieg am dritten Abschnitt die Gesamtführung, musste diese jedoch am letzten Etappentag abgeben. Wenige Tage später gewann er das belgische Eintagesrennen Gent–Wevelgem im Sprint einer kleinen Spitzengruppe.
Im Frühjahr der Saison 2021 gewann Pedersen zunächst im Sprint Kuurne–Brüssel–Kuurne und wurde im Anschluss hinter Tim Merlier Zweiter der Bredene Koksijde Classic. Nachdem er aufgrund eines positiven COVID-19-Tests nicht an den Start von Gent–Wevelgem gegangen war, verlor er bei der Flandern-Rundfahrt bereits früh den Kontakt zum Hauptfeld und gab das Rennen in weiterer Folge auf. Das Critérium du Dauphiné musste er ebenfalls frühzeitig verlassen, da er sich bei einem Sturz auf der 3. Etappe eine Gehirnerschütterung zugezogen hatte. Im Sommer gewann er jeweils eine Etappe der Dänemark-Rundfahrt und Tour of Norway, bei der er sich auch die Punktewertung sicherte. Nach Platz drei bei der Tour de l’Eurométropole, ging er als Mitfavorit bei Paris–Roubaix an den Start, musste das Rennen jedoch nach einem Sturz im Wald von Arenberg aufgeben.
Im Jahr 2022 gewann Pedersen nach einer Etappe und der Punktewertung des Étoile de Bessèges eine Etappe bei Paris–Nizza. Bei Mailand–Sanremo fuhr er mit der Spitzengruppe über den Poggio und belegte den sechsten Rang. Nach Platz acht bei der Flandern-Rundfahrt bestritt er den Circuit Cycliste Sarthe, wo er zwei Etappen und die Punktewertung für sich entschied. Bei Paris–Roubaix stürzte er bei der Einfahrt in den ersten Kopfstein-Pflastersektor und gab das Rennen wie im Vorjahr auf. Nachdem er im Trikot des dänischen Nationalteams zum zweiten Mal die Fyen Rundt gewann und kurz darauf eine Etappe und die Punktewertung der Belgien-Rundfahrt für sich entschied, startete er bei der Tour de France 2022, die in Kopenhagen begann. Er gewann die 13. Etappe nach Saint-Étienne, indem er sich im Zielsprint einer Ausreißergruppe vor Fred Wright und Hugo Houle durchsetzte. Bei der Vuelta a España 2022 gewann er jeweils im Sprint drei Etappen und die Punktewertung.
Nachdem Pedersen im Jahr 2023 das Einzelzeitfahren des Étoile de Bessèges und einen Massensprint bei Paris-Nizza gewonnen hatte, wurde er erneut Sechster bei Mailand–Sanremo. Bei der Flandern-Rundfahrt wurde er am vorletzten Anstieg, dem Oude Kwaremont, von Tadej Pogačar und Mathieu van der Poel überholt und sprintete schließlich vor Wout van Aert auf den dritten Platz. Bei Paris–Roubaix wurde er Vierter. Er gewann den Sprint der 6. Etappe des Giro d’Italia 2023, womit er nun bei allen drei Grand Tours mindestens eine Etappe gewonnen hatte, musste er die Rundfahrt jedoch vor dem 13. Abschnitt krankheitsbedingt aufgeben. Bei der Tour de France 2023 konnte Mads Pedersen bei einem Bergaufsprint in Limoges eine Etappe gewinnen. Bei den Straßenradsport-Weltmeisterschaften lag er lange Zeit in einer Favoritengruppe mit Mathieu van der Poel, Wout van Aert und Tadej Pogačar. Nachdem sich die beiden Erstgenannten schon zuvor gelöst hatten, sprintete er gegen Pogačar um die verbliebene Medaille und unterlag knapp. Am Ende der Saison gewann er durch seinen Sieg im Abschlusszeitfahren die Gesamtwertung der Dänemark-Rundfahrt und siegte einen Tag später bei den Cyclassics Hamburg.
Im Jahr 2024 gewann Pedersen zunächst die Gesamtwertung des Étoile de Bessèges und der Tour de La Provence, wobei er bei beiden Etappenrennen auch die Punktewertung, sowie eine bzw. drei Etappen für sich entschied. Er wurde Vierter bei Mailand–Sanremo und gewann Gent–Wevelgem, wo er sich im Zweiersprint gegen Mathieu van der Poel durchsetzte. Nachdem er bei Dwars door Vlaanderen bei einem Massensturz glimpflich davongekommen war, vergeudete er bei der Flandern-Rundfahrt mit einem längeren Solo vor dem Hauptfeld lange vor dem Ziel seine Kräfte und belegte am Ende den 22. Rang. Eine Woche später wurde er bei Paris–Roubaix hinter den beiden Alpecin-Deceuninck-Fahrern Mathieu van der Poel und Jasper Philipsen Dritter. In Vorbereitung auf die Tour de France bestritt er das Critérium du Dauphiné, wo er die Auftaktetappe gewann. Die Tour de France 2024 verließ er nach der siebten Etappe infolge von Sturzverletzungen zwei Tage zuvor. Nachdem er bei den Olympischen Spielen von Paris den 20. Platz im Straßenrennen belegt hatte, gewann Mads Pedersen zwei Etappen der Deutschland Tour und setzte sich so auch in der Gesamtwertung durch. Nach einem weiteren Etappensieg bei der Luxemburg-Rundfahrt und einem sechsten Platz bei den Straßenradsport-Europameisterschaften, wurde er auf dem anspruchsvollen Parcours der Weltmeisterschaft von Zürich Dreizehnter.
Zu Beginn der Saison 2025 gewann er mit einem Etappensieg zum zweiten Mal die Gesamtwertung der Tour de La Provence, ehe er einen Abschnitt von Paris–Nizza gewann. Bei der regnerischen Austragung der Fernfahrt überzeugte er auch mit dem zehnten Rang bei der Bergankunft von Auron und sicherte sich die Punktewertung. Nach Platz sieben bei Mailand–Sanremo, belegte er hinter Mathieu van der Poel den zweiten Platz bei der E3 Saxo Classic, ehe er Gent–Wevelgem zum dritten Mal gewann. Dabei zeigte er mit einem Solo über 56 Kilometer auf, wobei er bereits 85 Kilometer vor dem Ziel zum ersten Mal Angriff, ehe er sich in der zweiten Auffahrt des Kemmelberg von den restlichen Fahrern absetzte. Nach Platz fünf bei Dwars door Vlaanderen galt er als Mitfavorit bei der Flandern-Rundfahrt, wo er sich hinter dem siegreichen Tadej Pogačar im Sprint um Platz zwei vor Mathieu van der Poel und Wout van Aert durchsetzte. Bei Paris–Roubaix schaffte er eine Woche später den Sprung in die entscheidende Gruppe, musste diese jedoch rund 70 Kilometer vor dem Ziel aufgrund eines Platten im Sektor Warlaing à Brillon ziehen lassen. Im weiteren Rennverlauf holte er jedoch zurückgefallene Fahrer der Spitzengruppe ein und setzte sich im Sprint auf der Radrennbahn schlussendlich vor Wout van Aert und Florian Vermeersch im Kampf um Platz drei durch. Im Mai gewann er den Auftakt des Giro d’Italia in Tirana vor Wout van Aert und führte somit erstmals eine Grand Tour an. Nachdem er das Rosa Trikot im Einzelzeitfahren der 2. Etappe um eine Sekunde abgeben musste, holte er es auf dem dritten Abschnitt zurück, als er den Abschluss des Auslandstarts in Vlora für sich entschied. Wenige Tage später gewann er auch den 5. Abschnitt, ehe er die Maglia Rosa nach der ersten Bergankunft abgeben musste. Seinen vierten Tageserfolg feierte er auf der 13. Etappe, die mit einem Bergaufsprint am Monte Berico in Vicenza endete. Schlussendlich sicherte er sich die Punktewertung des Giro d’Italia mit einem Vorsprung von mehr als 100 Punkten.

## Erfolge
2012

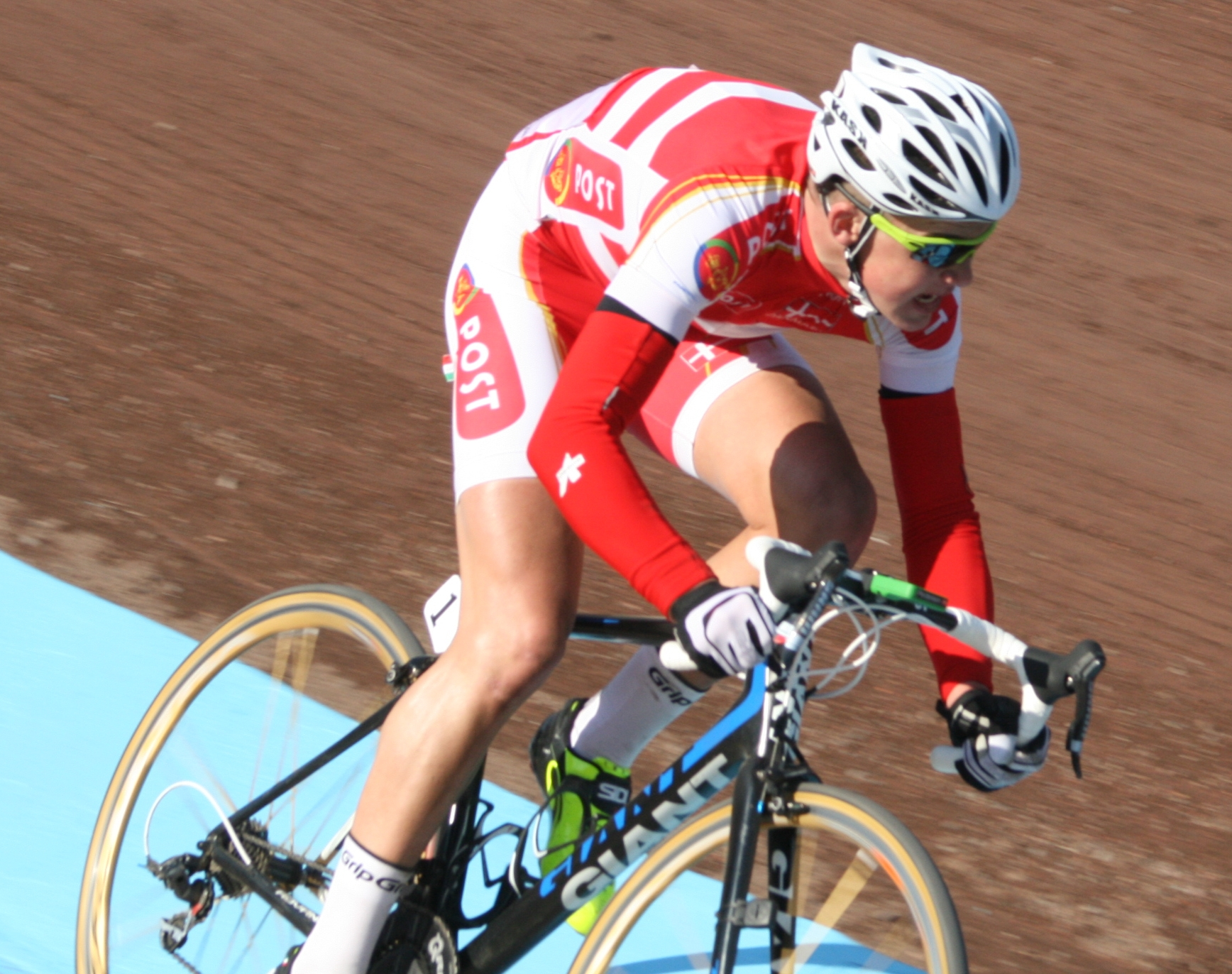
Pedersen beim Pavè de Roubaix 2013

- Gesamtwertung, eine Etappe und Nachwuchswertung Tour of Istria
- Gesamtwertung, eine Etappe und Nachwuchswertung Trofeo Karlsberg
- Gesamtwertung, zwei Etappen, Punkte- und Nachwuchswertung Sint-Martinusprijs Kontich
- eine Etappe Regio-Tour

2013
- Paris–Roubaix Juniors
- Gesamtwertung, zwei Etappen und Punktewertung Course de la Paix Juniors
- Gesamtwertung und drei Etappen Trofeo Karlsberg
- zwei Etappen Sint-Martinusprijs Kontich
- eine Etappe Aubel-Thimister-La Gleize
- eine Etappe GP Rüebliland
- eine Etappe Giro della Lunigiana
- Weltmeisterschaften (Junioren) – Straßenrennen

2014
- Rund um den Finanzplatz Eschborn-Frankfurt (U23)

2015
- eine Etappe und Mannschaftszeitfahren ZLM Tour
- eine Etappe Tour de l’Avenir

2016
- Gent–Wevelgem / Kattekoers–Ieper (U23)
- Nachwuchswertung Driedaagse van De Panne-Koksijde
- eine Etappe und Bergwertung Tour of Norway
- Fyen Rundt
- Dänischer Meister – Straßenrennen (U23)

2017
- Hammer Sprint Hammer Sportzone Limburg
- Dänischer Meister – Straßenrennen
- Gesamtwertung, eine Etappe und Nachwuchswertung Tour du Poitou-Charentes
- Gesamtwertung, eine Etappe, Punktewertung und Nachwuchswertung Dänemark-Rundfahrt

2018
- eine Etappe Herald Sun Tour
- Fyen Rundt
- eine Etappe Dänemark-Rundfahrt
- Tour de l’Eurométropole

2019
- Grand Prix d’Isbergues
- Weltmeister – Straßenrennen

2020
- eine Etappe Polen-Rundfahrt
- eine Etappe und Punktewertung BinckBank Tour
- Gent–Wevelgem

2021
- Kuurne–Brüssel–Kuurne
- eine Etappe und Punktewertung Dänemark-Rundfahrt
- eine Etappe Tour of Norway

2022
- eine Etappe und Punktewertung Etoile de Bessèges
- eine Etappe Paris–Nizza
- zwei Etappen und Punktewertung Circuit Cycliste Sarthe
- Fyen Rundt
- eine Etappe und Punktewertung Baloise Belgium Tour
- eine Etappe Tour de France
- drei Etappen und  Punktewertung Vuelta a España

2023
- eine Etappe Etoile de Bessèges
- eine Etappe Paris–Nizza
- eine Etappe Giro d’Italia
- eine Etappe Tour de France
- Gesamtwertung, eine Etappe und Punktewertung Dänemark-Rundfahrt
- Cyclassics Hamburg

2024
- Gesamtwertung, Punktewertung und eine Etappe Étoile de Bessèges
- Gesamtwertung, Punktewertung und drei Etappen Tour de La Provence
- Gent–Wevelgem
- eine Etappe Critérium du Dauphiné
- Gesamtwertung und zwei Etappen Deutschland Tour
- eine Etappe Luxemburg-Rundfahrt

2025
- Gesamtwertung, Punktewertung und eine Etappe Tour de La Provence
- eine Etappe und Punktewertung Paris–Nizza
- Gent–Wevelgem
- Punktewertung und vier Etappen Giro d’Italia
- Dänischer Meister – Einzelzeitfahren
- Gesamtwertung, drei Etappen und Punktewertung Dänemark-Rundfahrt

## Wichtige Platzierungen
| Grand Tour            | 2017 | 2018 | 2019 | 2020 | 2021 | 2022 | 2023 | 2024 | 2025 |
| --------------------- | ---- | ---- | ---- | ---- | ---- | ---- | ---- | ---- | ---- |
| Giro d’ItaliaGiro     | 138  | 140  | –    | –    | –    | –    | DNF  | –    | 90   |
| Tour de FranceTour    | –    | –    | –    | 124  | 137  | 98   | 105  | DNF  |      |
| Vuelta a EspañaVuelta | –    | –    | –    | –    | –    | 102  | –    | –    |      |

| Weltmeisterschaft        | 2017 | 2018 | 2019 | 2020 | 2021 | 2022 | 2023 | 2024 | 2025 |
| ------------------------ | ---- | ---- | ---- | ---- | ---- | ---- | ---- | ---- | ---- |
| StraßenrennenStraße      | DNF  | –    | 1    | –    | DNF  | –    | 4    | 13   |      |
| EinzelzeitfahrenEZF      | –    | –    | –    | –    | –    | –    | –    | –    |      |
| MannschaftszeitfahrenMZF | –    | –    | –    | –    | –    | –    | –    | –    |      |

| Monument                 | 2017 | 2018 | 2019 | 2020 | 2021 | 2022 | 2023 | 2024 | 2025 |
| ------------------------ | ---- | ---- | ---- | ---- | ---- | ---- | ---- | ---- | ---- |
| Mailand–Sanremo          | –    | –    | –    | –    | –    | 6    | 6    | 4    | 7    |
| Flandern-Rundfahrt       | –    | 2    | DNF  | 59   | DNF  | 8    | 3    | 22   | 2    |
| Paris–Roubaix            | 95   | 71   | 51   | –    | DNF  | DNF  | 4    | 3    | 3    |
| Lüttich–Bastogne–Lüttich | –    | –    | –    | DNF  | –    | –    | –    | –    | –    |
| Lombardei-Rundfahrt      | –    | –    | –    | –    | –    | –    | –    | –    |      |